# Schismaderma carens
Schismaderma carens és una espècie d'amfibis de la família Bufonidae. És monotípica del gènere Schismaderma.
Es troba a Angola, Botswana, República Democràtica del Congo, Kenya, Malaui, Moçambic, Namíbia, Sud-àfrica, Eswatini, Tanzània, Zàmbia, Zimbàbue i possiblement Lesotho.
El seu hàbitat natural inclou sabanes seques i humides, zones seques i humides d'arbusts, prades a baixa altitud, maresmes d'aigua dolça, terra arable, zones de pastures, àrees urbanes, àrees d'emmagatzematge d'aigua, estanys, canals i dics i carsts fets per la mà de l'home.